# Pirkkala
Pirkkala este o comună din Finlanda.